# Табански мишић
Табански мишић један је од површних мишића задњег дела потколенице и фасцијални део ноге. 
Састоји се од танког мишићног тела и дугачке танке тетиве. Иако није тако дебела као ахилова тетива, плантарисна тетива (која има тенденцију да буде дуга између 30-45 цм  је најдужа тетива у људском телу. Не укључујући тетиву, табански мишић  је дугачак отприлике 5-10 цм  и одсутан је у 8-12% популације. 
Он је један од плантарних флексора у задњем делу ноге, заједно са трбушастим мишићем листа и широким мишићем листа. 
Сматра се да је табански мишић постао неважан мишић када су људски преци прешли са пењања на дрвеће на двоножни начин кретања, па код савремених људи он анатомски гледано  углавном делује са трбушастим мишићем листа. 

## Анатомија
Табански мишић настаје из доњег дела бочног супракондилног гребена бутне кости у положају који је нешто виши од порекла латералне главе гастрокнемија. Пролази постериорно од коленског зглоба у инферомедијалном правцу и постаје тетиван дистално да би се убацио у Ахилову тетиву. Повремено се засебно убацује у медијалну страну калканеуса.

### Инервација
Табански мишић је инервисан од стране голењачког нерва, гране великог седалног живца у сакралном плексусу. Сигнализација за контракцију почиње у фронталном режњу мозга са прецентралним гирусом (примарни моторни кортекс). 
Када голењачни нерв прими акциони потенцијал, табански мишић  се контрахује, обезбеђујући слабу плантарну флексију стопала и слабу флексију колена. 

### Варијација
Табански мишић може настати из косог поплитеалног лигамента. Такоже интердигитације са латералном главом трбушастог мишића листа и фиброзним наставаком мишића до пателе нису неуобичајени. 

## Функција
Постоји одређени ниво неслагања око функције табанског мишића. Због својих припоја он учествује у плантарној флексији стопала у скочном зглобу и у флексији колена у коленом зглобу. У стварности, међутим, слабо помаже трбушастом мишићу листа и широком мишићу листа да изведу ова два покрета.
Табански мишић садржи велики број мишићних вретена (проприоцептивних рецептора), па се претпоставља да делује као проприоцептивни орган за веће флексоре скочног зглоба. Међутим, пошто ни проприоцептивна ни флексорна функција нису погођени када су уклоњена или одсутна ова вретена, неке студије тврде да би табански мишић могао бити скоро непотребан код људи.

## Галерија
- Animation
- The plantaris is visible under the gastrocnemius.
- Dissection video (59 s)
- The synovial sheaths of the tendons around the ankle. Medial aspect. (Tendon of Plantaris labeled at bottom right.)
- Muscles of the back of the leg. Superficial layer.
- Cross-section through middle of leg. Tendon of plantaris is located between soleus and gastrocnemius.
- Plantaris muscle
- Plantaris tendon runs between soleus and gastrocnemius. Plantaris tendon is indicated by white arrow-heads.